# الودحة (العدين)

تعديل مصدري - تعديل

الودحة محلة تابعة لقرية الصرفة، التابعة لعزلة قصل بمديرية العدين إحدى مديريات محافظة إب في الجمهورية اليمنية.، بلغ تعداد سكانها 26 حسب تعداد اليمن لعام 2004.